# Casa de Vicente Mas Ambit
La Casa de Vicente Mas Ambit, más comúnmente denominada Casa de las Fieras es un edificio modernista del Ensanche Modernista la ciudad española de Melilla, situado en la calle General Polavieja, que forma parte del Conjunto Histórico Artístico de la Ciudad de Melilla, un Bien de Interés Cultural.

## Historia

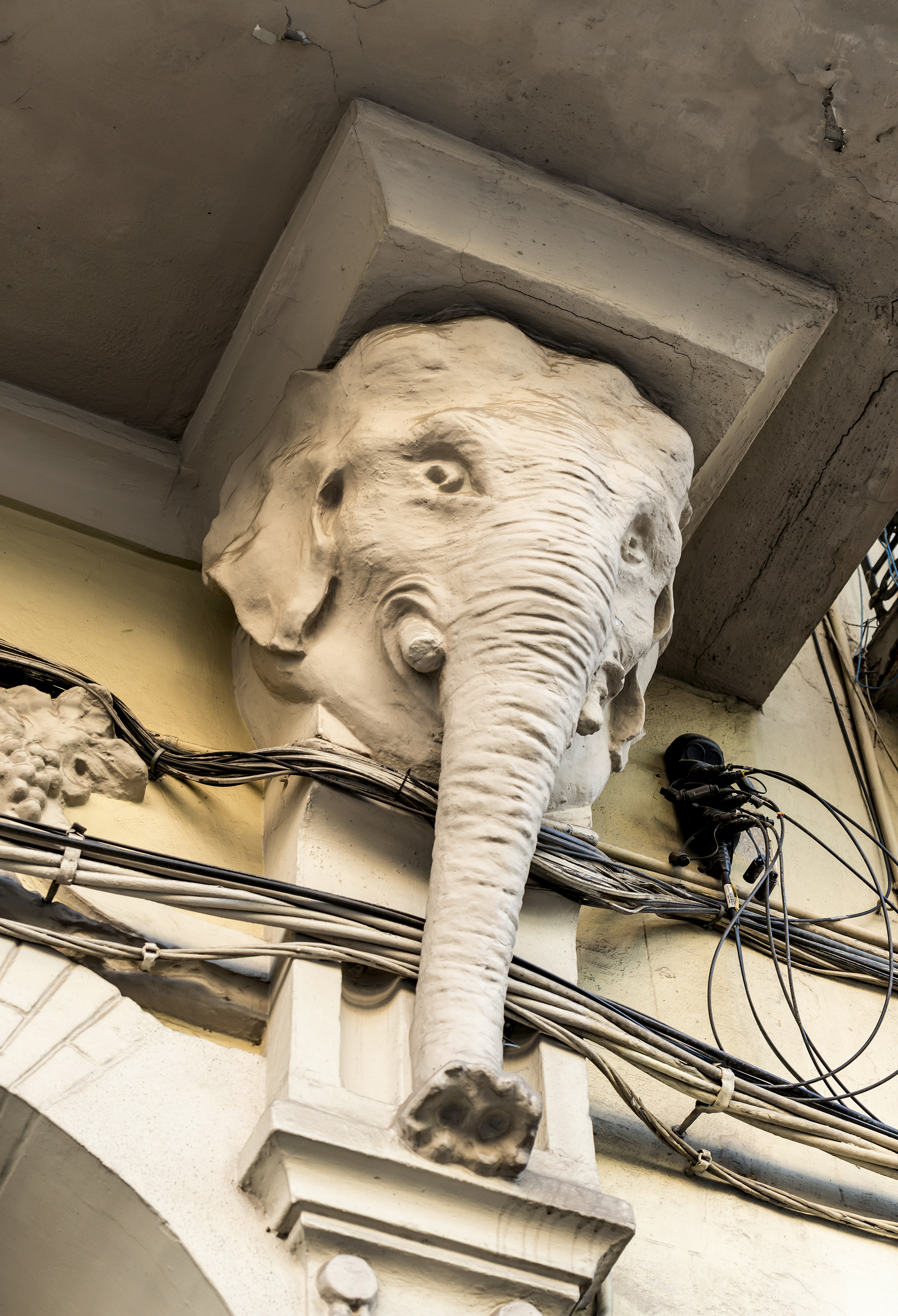
Ménsula figurativa bajo el mirador.

Empezado a construir en 1914, según un proyecto del 10 de marzo de 1910 del ingeniero militar Emilio Alzugaray de  planta baja y principal, el 6 de octubre de ese año se pide licencia para aumentar en una planta el edificio que se encontraba en construcción, finalizada en 1915, al pedir su propietario el Certificado Final de Obra el 6  de noviembre de ese 1915.

## Descripción
Es uno de los proyectos más significativos de Alzugaray, en el que desarrolla un bloque de viviendas sobre una amplia superficie, profusamente decorada con detalles figurativos. 
Está construida en ladrillo macizo para los muros y vigas de hierro y bovedillas del mismo ladrillo. Tiene planta baja, principal y primera.
Su fachada, que presenta una composición simétrica en cada una de sus plantas, está compuesta por una planta baja de vanos de arcos escarzanos que da paso a una principal, con un mirador central —sostenido por ménsulas con forma de cabezas de elefante, que le dan el nombre y compuesta por pilastras jónicas—, flanqueado hasta el piso superior, por balcones, tapado por árboles, de exquisitas rejerías de forja de diseño secesionista, con ventanas enmarcadas y con bellas molduras sobre sus dinteles, y con un florón en el remate central.
Sobresalen de ella los diferentes motivos decorativos: florales, antropomorfos y animalísticos, la representación artística de animales que Emilio Alzugaray utilizó con frecuencia, tomada de la arquitectura madrileña, en sus obras: ménsulas también con forma de cabezas de elefante en el edificio de Aizpuru, nº 22 (1913), y otros motivos zoomórficos (leones, águilas y dragones) en las fachadas de la Casa de Salomón Cohen (1915) y la Casa de José Morely (1916-17).